# 雷震 (將軍)
雷震（1906年—1993年4月2日），原名雷振奎，男，湖北黄陂人，中国人民解放军开国少将。第四、五届全国政协委员。

## 生平
1929年任乡苏维埃主席，并加入中国共产党。1930年带领30多名赤卫队员，参加红四方面军第四军十二师三十六团九连，历任班长、排长、连政治指导员、营教导员、第九军二十七师七十九团政治委员、师参谋长、团长、红四方面军第四局一科科长等职。1937年延安抗大第二期学习了六个月。
1937年9月抗大毕业分到山西新军，北方局驻临汾的组织部长林枫让他改名雷震，到山西青年抗敌决死第三总队工作。决死第3总队是由原国民军军官教导团第2团改编而成，军事人员从班长到团长全是晋军旧军人，队员是牺盟会会员其中个别是党员。第3总队很快就发展为决死第3纵队。由于决死第3纵队党的领导人奉行“一切服从统一战线”信任阎锡山旧军官超过信任红军干部。雷震到决死第3纵队后，迟迟不分配工作，两个多月后，才安排到决死7团组织科协助工作，不久接任组织干事。雷震在决死7团大部分连队建立了党支部，绝大部分政工干部加入了党组织，部分排连营长也入党，党员均为绝密实施单线领导，7团成为决死3纵的主力团，基本上由党控制。但决死3纵党的领导人认为这样做是破坏了统一战线，将雷震等所有5名红军干部调离部队不准其掌握武装。主持山西民族革命大学四分校的教务主任杨献珍把雷震要到分校任军事教官。1938年8月以四分校的学生组织了“民大”游击队，雷震任队长，共200多人，30多条枪，都是革命情绪高涨的进步青年学生。发展为游击4支队，任支队长。坚持了从曲沃到运城的平原地区6个月的独立自主的游击战。游击4支队没有得到阎锡山批准，也没有得到决死3纵党的支持，没有一点经费物资来源，全靠政治觉悟克服物质上的极大困难。1938年夏阎锡山任命雷震为晋南十三县游击总指挥部总指挥，辖铁路工人自卫队、王学林夏县游击十一支队、游击第四支队，共计2000人。不到3个月，阎锡山怀疑雷震是红军干部而不是所谓的旧军官出身，立即解散了晋南十三县游击总指挥部。雷震及时抽调了300多人的县区武装，补充了唐天际部队。1938年9月游击四支队已有2000多人，影响比较大，阎锡山给了“决死三纵队游击第10团”的番号，雷震任团长。该团是中共领导建立的，在部队中连有支部，营有分支部，团有总支部。游击第十团团部在屯留县丈八庙雁落坪。
1939年秋，阎锡山为进一步控制山西新军，将决死第3纵队改编为独3旅（旅长颜天明）和197旅，游击10团和11团被编入赵世龄任旅长，张凤阁任政治部主任的197旅（驻地安泽县），并命令取消部队的政治委员制度。赵世龄宣称：“要彻底改造游10团”“不吃掉游10团死不瞑目”。赵世龄的措施：
1. 以新建旅部警卫营为由，下令在游10团成排、连建制地抽调人、枪；游10团的对策是坚决拒绝，一个不给。
2. 指名抽调游10团的军政干部；游10团的对策是干部缺额，不能再调。
3. 假借交流经验、交流干部，派特工混入游10团进行破坏。
4. 减半发给游10团连以下干部的津贴而变为一切经费全不供给

晋西事变中，12月20日雷震随到决死一纵队开完会回旅部的旅政治主任张凤阁一起，到197旅旅部驻地观察情况。旅长赵世龄不知道雷震的真实身份。雷震以旧军官、新军军事干部的身份埋怨新军政工干部，骗取了赵世龄的信任，赵把阎锡山在新军中消灭中共和牺盟会的计划和盘托出。雷震转身就把赵世龄消灭部队中党员的计划告诉了张凤阁。快马赶回团部驻地后，给决三纵队领导发电报、召开总支委会传达赵世龄的谈话并讨论应急措施、连夜召开连以上干部会议传达总支委会决定进行政治动员、第二天早操时召集全团大会进行总动员、早饭后以营为单位开展反对阎锡山赵世龄反共阴谋落实总支委会的决议。当天黄昏接到赵世龄送来的命令，要部队到指定地点集结，雷震回复称部队正在集结明天准时带到指定地点。第三天下午18点，警戒哨和侦查人员报告驻长子县的中央军范汉杰第27军两个团由东、北两个方向向游十团驻地靠近，并封锁了向东和向北通往决一纵队防区的大小道路。西面是没有人烟的大山区，南面是独三旅和一九七旅的防区。随即接到进驻游十团北面的范汉杰部的一个团的副官送来的公函，内容是：最近日军要大扫荡，该团要在这一带布防，准备反扫荡，务请游十团向南让出百里以内防区。雷震分析范汉杰部为配合阎锡山反共，诱该团南下就范，如果反抗就用武力解决，于是马上回函表示完全同意。立即召开连、营干部会，果断决定在拂晓前必须向北突围出去，向决一纵队靠拢。雷震命一营长刘建明代理团长率部翻越西面大山，然后向北进入决一纵队之防区张店会合。为了迷惑敌人，雷震带三辆马车载10多名重伤员，伪装成团部警卫队坐在车上，由驻地向北，沿着直通屯留县城的大路前进。刚走出10多里地，被范汉杰的警戒部队拦下。雷震向该团说明是去屯留调部队准备撤离此地南移。被放行。通过范汉杰防区后，雷震即由东转向北朝张店快速前进。在去张店的途中，遇到从决一纵队开完会返回决三纵队的独三旅旅长颜天明和牺盟会负责人王兴让，雷震将决三纵队已叛变的消息告诉他们，要他们不要去决三总队，返回决一纵队。下午15点多钟，全团在事先规定的地点张店会合，同决一纵薄一波取得了联系。当天黄昏，在游十团驻地发现了赵世龄的副官，雷震命令就地枪决。
晋西事变中，决死三纵队司令部、197旅旅部、三个团叛变，共计损失3500余人，被捕被俘党员600多，军政干部150余人，被杀害30余人（包括张凤阁）。只有雷震为决三纵队保存了唯一完整的团。但是雷震反遭决死三纵领导的指责其“对党不忠诚”、“不尊重地方党”、“军阀主义”、“张国焘残余”，批斗多天，开除党籍，撤职关押。后雷震调入一二九师轮训队三个月接受调查。1940年春，以游十团为基础重建决三纵队，直属一二九师领导。雷震后任一二九师三八六旅十六团团长，该部在解放战争中被军委命名为“光荣的临汾旅”。1942年春，晋东南成立晋豫联防区(不久改为中条军分区)，雷震任司令员。1943年秋至1945年赴延安入中央党校一部六队学习。抗战胜利后，随中央党校师团级干部队300余人开赴东北。
解放战争时期，任辽宁军区副司令员。1946年4月调任吉林分省军区副司令员，指挥了1946年5月28日最后撤离吉林市的行动。1946年7月改任吉北军分区副司令员，患疥疮到设在舒兰县的“吉黑支队临时野战医院”治疗。参与指挥了三下江南作战、东北夏季攻势。1947年8月20日吉北军分区升级组建的独立三师再次升级编入十纵后，雷震出任吉北军分区司令员。1948年6月撤销吉北军分区出任吉林军区参谋长，第四野战军43军第一参谋长，1949年2月任四十五军参谋长。
新中国成立后，1951年任第48军副军长，1952年任江西军区副司令员，第三十三文化速成中学校长，1955年被授予少将军衔。1959年任福建省军区司令员。1964年离职。1965年冬离休。
1993年因癌症在武汉逝世，享年87岁。